# Doom: The Dark Ages
Doom: The Dark Ages (estilizado como DooM: The Dark Ages ou DOOM: The Dark Ages) é um jogo de tiro em primeira pessoa desenvolvido pela id Software e publicado pela Bethesda Softworks. Pretende ser a oitava entrada principal da franquia Doom e a terceira parcela da série moderna. Narrativamente, serve como uma sequência de Doom (2016). Está programado para ser lançado no dia 15 de maio de 2025 para Windows e Xbox Series X/S e PlayStation 5.
A id Software começou a trabalhar em seu próximo jogo após a conclusão da campanha pós-lançamento da DLC do Doom Eternal a Doom Eternal The Ancient Gods em 2021, entrando em produção total em agosto de 2022. O jogo vazou pela primeira vez em setembro de 2023, antes de seu anúncio oficial em junho de 2024.

## Premissa
Doom: The Dark Ages explora a ascensão do protagonista da série, o Doom Slayer, enquanto ele se torna a última esperança de um reino que luta contra as forças do Inferno.

## Desenvolvimento
Após o lançamento da segunda campanha de conteúdo para download (DLC) de Doom Eternal, The Ancient Gods - Parte 2, em março de 2021, o diretor criativo Hugo Martin brincou que estava aberto para explorar mais histórias com o protagonista da série Doom Slayer em jogos futuros,  apesar da intenção de The Ancient Gods atuar como o culminar do arco do personagem que começou com Doom (2016). Uma possibilidade que ele expressou foi contar uma narrativa em torno do primeiro encontro do Slayer com os Night Sentinels em Argent D'Nur, em um cenário mais enraizado na estética da fantasia em comparação com os jogos anteriores. Em novembro de 2021, a id Software iniciou a pré-produção de um novo jogo de ação e tiro em primeira pessoa. Durante a QuakeCon 2022, o produtor executivo Marty Stratton confirmou que o desenvolvedor havia iniciado a produção de seu próximo projeto.
Em setembro de 2023, vários documentos apresentados pela Microsoft, empresa-mãe da ZeniMax Media, durante o processo judicial FTC v. Microsoft relativo à aquisição iminente da Activision-Blizzard vazaram online. Foi incluído um roteiro interno sobre vários títulos da Bethesda Softworks em desenvolvimento. uma nova entrada doom intitulada Doom: Year Zero foi listada como prevista para lançamento durante o ano fiscal de 2023 da Bethesda, terminando em março de 2024 naquela época, com dois conjuntos de conteúdo para download (DLC) provisoriamente datados para o ano fiscal de 2023 e o ano fiscal de 2024 terminando em março de 2025, respectivamente.
Em maio de 2024, a ZeniMax Media registrou uma marca registrada referenciando o código de trapaça "IDKFA" de Doom (1993), usado para dar ao jogador todas as chaves e todas as armas do jogo com munição completa. no final daquele mês, vários meios de comunicação relataram que o jogo era oficialmente intitulado Doom: The Dark Ages, que foi especulado como uma prequela de Doom (2016), ocorrendo em um cenário que lembra a Idade Média e explorando um período anterior da vida.do Assassino da Perdição.

## Lançamento
Em setembro de 2020, após o lançamento de Doom Eternal, a Microsoft assinou um acordo para adquirir a empresa-mãe da Bethesda, ZeniMax Media, por US$ 7,5 bilhões, ganhando a propriedade de todas as equipes de desenvolvimento e franquias associadas da Bethesda, incluindo a id Software e a licença Doom, agora como parte da Microsoft Gaming. Doom: The Dark Ages foi anunciado oficialmente no evento Xbox Games Showcase da Microsoft em 9 de junho de 2024, onde foi confirmado para lançamento em Microsoft Windows e Xbox Series X/S em 2025. Após a apresentação, uma versão para PlayStation 5 foi anunciada como dia e data de lançamento com as demais plataformas. Sobre a decisão de não buscar exclusividade no título, Phil Spencer explicou que a história da série Doom em outras plataformas fez dela uma série que ele sentiu que "todos merecem jogar".

## Ligações Externas
- «Página oficial»